# HR 6819
HR 6819 المعروف أيضًا باسم HD 167128 أو QV Telescopii، هو نظام ثلاثي النجوم في كوكبة المرقب الجنوبية، يقع في الزاوية الجنوبية الغربية للكوكبة، بالقرب من حدودها مع الطاووس والمجمرة. يظهر النظام كنجم متغير مرئي بشكل خافت للعين المجردة بـ قدر ظاهري (درجة لمعان) يتراوح من 5.32 إلى 5.39.
يبعد نحو 1120 سنة ضوئية من الشمس، وينجرف بعيدًا بمعدل 9.4 كم/س، في مايو 2020 أفادت دراسة أنه يحتوي على ثقب أسود، مما يجعل الأخير أقرب ثقب أسود معروف وأول ثقب موجود في نظام نجمي مرئي للعين المجردة نظرًا لموقعها في السماء، وهي مرئية فقط للمراقبين جنوب خط العرض 33 درجة شمالا.

## التسمية
تم تسميته HR 6819 وهي تسمية ضمن كتالوج النجم الساطع، كما أن لديها تسمية فهرس هنري درابر HD 167128 وتعيين هيباركوس HIP 89605. نظرًا لتنوع سطوعها فقد تم منحها تسمية النجم المتغير QV Telescopii، مما يشير إلى أنه النجم المتغير المؤكد رقم 330 (باستثناء النجوم ذات تعيينات باير ) في كوكبة التلسكوب.

## النظام

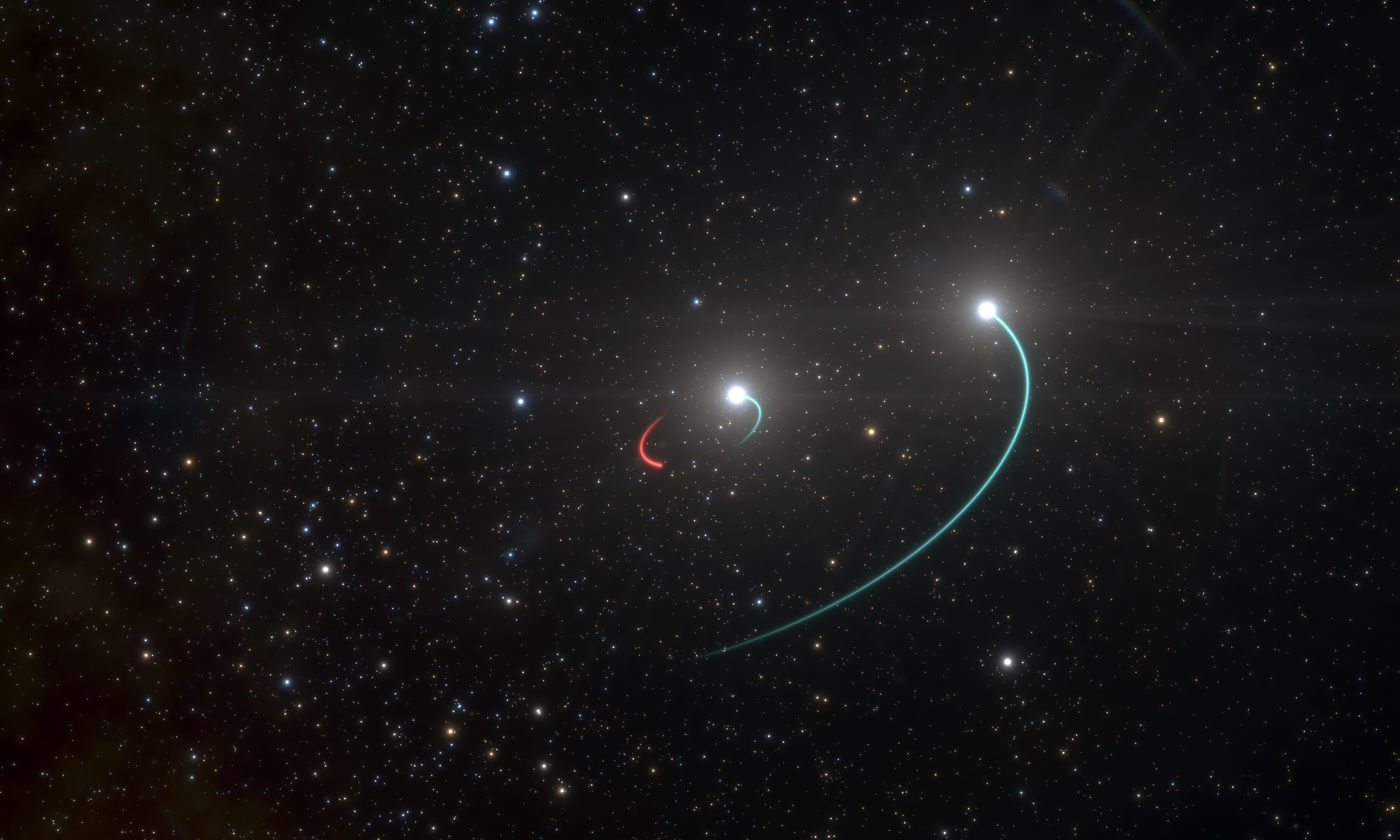
تخيل فنان لمدار HR 6819 الثلاثي النجوم, التي يعتبر احداها ثقب أسود منضم Ab (المدار الأحمر) الذي يدور في المركز مع النجم العملاق B في نظام ثنائي.

صورة مجال واسع من QV Telescopii (المركز) في كوكبة Telescopium

يحتوي طيف HR 6819 على خطوط امتصاص ضيقة وعريضة . تنبثق الخطوط العريضة من نجمة Be سريعة الدوران، بينما تأتي الخطوط الضيقة من عملاق نجمي من الفئة B أكثر دورانًا ببطء. تشير اختلافات السرعة الشعاعية للخطوط إلى أن العملاق B الطبيعي موجود في مدار 40 يومًا، ولكن ليس مع Be. لذلك يفترض وجود  جسم ثالث غير مرئي في النظام، والمكون الآخر في مدار 40 يومًا. يشير تحليل البيانات  المدارية إلى أن الجسم الثالث ضخم بما يكفي بحيث لا يمكن أن يكون سوى ثقب أسود.
اعتبر HR 6819 نجمًا واحدًا، حتى اختتمت عالمة الفلك مونيكا ماينز الطيف الذي يحتوي على توقيعات نجمتين في عام 2009. ومع ذلك تم منع التحليل المكثف من خلال ملاحظات محدودة. حدث هذا بعد إجراء قياسات سرعة شعاعية أكثر شمولاً من قبل توماس ريفينيوس وزملائه، مما يشير إلى وجود ثقب أسود غير مرئي ذو كتلة نجمية داخل النظام. على الرغم من أن نظام HR 6819 قد تم وصفه كعضو في جمعية Sco OB2 للنجوم المشتركة في الحركة، فقد تم اقتراحه مؤخرًا ليكون نظامًا قديمًا وليس جزءًا من الرابطة.

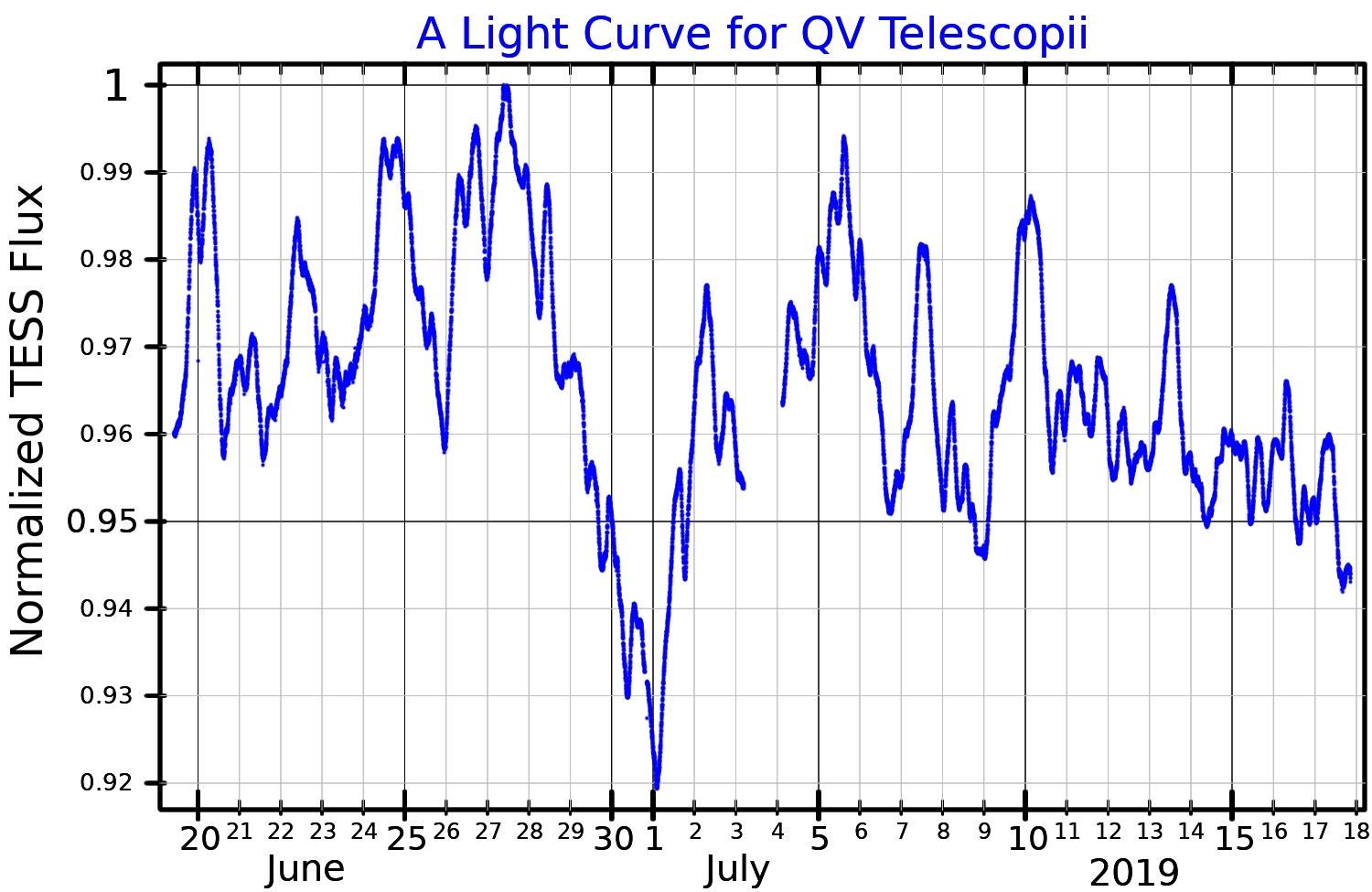
المنحنى الضوئي للنجم المتغير QV Telescopii كما سجله مسح القمر الصناعي TESS

### QV Tel Aa
Aa المعين، المكون النجم الرئيسي الداخلي هو نجم عملاق أزرق من التصنيف B3 III. تبلغ كتلته حوالي 6   كتل شمسية. ويشكل الثقب الأسود عضوا لنظام ثنائي مركزي  بفترة دورية 40.3  أيام.
يتم تحديد النوع الطيفي للمكون Aa بشكل جيد عند حوالي B3 من الخطوط الضيقة المميزة في الطيف المركب. تشير مقارنة الخطوط الطيفية المختلفة إلى أن النجم نجم عملاق بدرجة حرارة  16000 كلفن. الكتلة المحتملة لهذا النجم هي 6.3 M☉ وبالتأكيد لا تقل عن 5 M☉ .

### QV Tel Ab (الثقب الأسود)

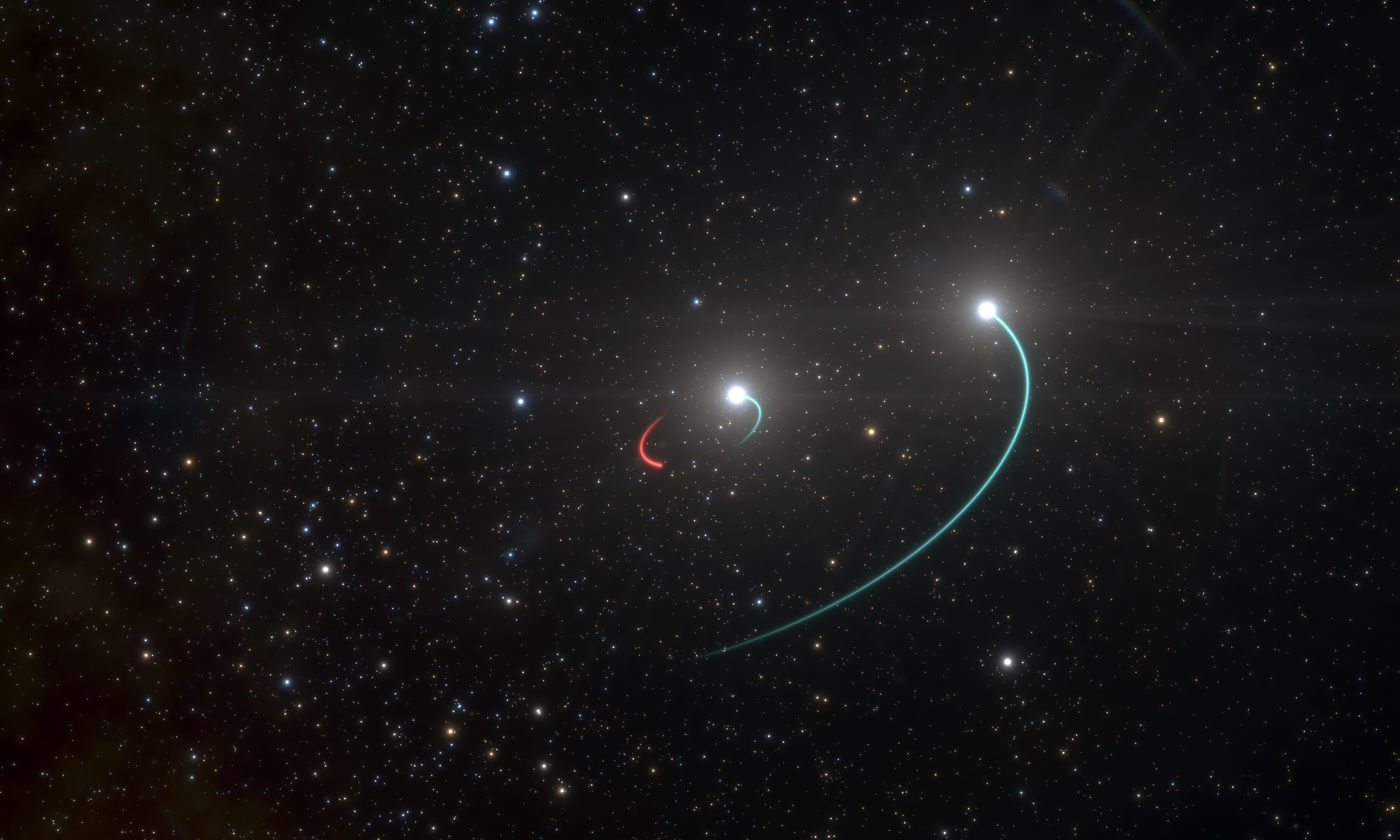
تصوير لمدار HR 6819 في نظام نجوم ثلاثية ، بما في ذلك الثقب الأسود (المدار الأحمر) في الثنائي الداخلي

اقترحت قياسات السرعة الشعاعية للمكون الداخلي في عام 2020 وجود رفيق ضخم غير مرئي، يُفترض أنه ثقب أسود. يجري 1120 بعيدة عن الشمس، وهذا سيجعلها أقرب ثقب أسود معروف للشمس والثقب الأسود الأول والمعروف الوحيد في نظام نجمي مرئي بالعين المجردة في حجم واضح   5.36، مما يجعلها واحدة من 2000   ألمع الأنظمة النجمية. لم يتم الكشف عن الثقب الأسود في الطيف ولم يتم رصد أي أشعة سينية، لذلك من المفترض أنه لا يحتوي على قرص تنامي.
تظهر الحركة المدارية للعملاق الأزرق المرئي أن المكون غير المرئي Ab لديه كتلة دنيا تقريبًا بحجم العنصر Aa. للكتلة الدنيا 5 M☉ من المكون Aa، هذا يعني الحد الأدنى للكتلة 4.2 M☉ . إذا لم يكن ميل المدار حافًا لنا، فستكون الكتلة أعلى. أي نجم بكتلة عالية يمكن اكتشافه بسهولة في الطيف والأشياء التي قد لا يمكن اكتشافها مثل النجوم النيوترونية لا يمكن أن تكون بهذا الحجم. لذلك، يفترض أن يكون الجسم عبارة عن ثقب أسود.

### QV Tel B
والمكون النجمي الثاني المعين على أنه B هو نوع   كن نجمًا مع تصنيف ممتاز من B3IIIpe. تشير اللاحقة "e" إلى خطوط الانبعاث   ( emission) في طيفها. وهو نجم أزرق-أبيض يدور بسرعة ويحيط به قرص ساخن من الغاز الخالي من الغبار. ساموس وآخرون. (2017) يدرج هذا النجم على أنه متغير، على الرغم من أنه ليس بشكل صحيح من نوع Gamma Cassiopeiae. يقدر ب 50   مليون سنة في العمر، بسرعة دوران متوقعة تبلغ 50 km/s.
خطوط الانبعاث في الطيف قوية، لكن خطوط الامتصاص من النجم Be ضعيفة، وبالتالي من الصعب تحديد نوع الطيف الدقيق. بشكل عام، فإن الطبقة الطيفية تشبه العملاق الأزرق الداخلي، لكن الضعف النسبي لبعض الخطوط المعتمدة على اللمعان يشير إلى أنها نجمة تسلسل رئيسية. يبدو أنه أكثر سخونة وأقل إضاءة قليلاً من النجم العملاق الداخلي، ولكن من الصعب تحديد الخصائص الدقيقة بسبب دورانه السريع وخطوط الامتصاص الضعيفة ووجود خطوط انبعاث قوية من القرص.

## نتائج عام 2022
استنتجت المشاهدات  الأكثر تفصيلاً من عام 2022 من قبل فريقين بحثيين باستخدام التلسكوب الكبير جدا من المرصد الأوروبي الجنوبي أن نظام HR 6819 لا يحتوي على ثقب أسود ولكنه نجم ثنائي حيث النجمان قريبان جدًا من بعضهما البعض. من المفترض أنه يمكن رؤية اللحظة بعد فترة وجيزة من قيام النجم بتمزيق الغلاف الجوي عن رفيقه.